# 黒条村
黒条村（くろじょうむら）は、かつて新潟県古志郡にあった村。

## 沿革
- 1889年（明治22年）4月1日 - 町村制施行に伴い古志郡黒津村、下下条村、川辺村、十二潟村、天神村、上村古新田、高見村が合併し、黒条村が発足。
- 1954年（昭和29年）11月1日 - 長岡市に編入され消滅。